# Giuliano De Marinis
Giuliano De Marinis (Firenze, 1948 – Ancona, 2012) è stato un archeologo, etruscologo e restauratore italiano.

## Biografia
Nato a Firenze nel 1948, De Marinis si è laureato in etruscologia. Dopo il corso di perfezionamento in archeologia e antichità classiche, è stato borsista del CNR presso la stessa università, e si è occupato inizialmente soprattutto di topografia storica, nonché della tarda Età del ferro e dell'orientalizzante in Etruria. In Toscana ha diretto numerosi scavi e ricerche, relativi ad ogni epoca storica, con particolare riferimento all'archeologia urbana (scavi a Firenze in Piazza della Signoria, protrattisi per circa un decennio). A seguito di questi, era stato nominato direttore del Centro di restauro della Soprintendenza archeologica di Firenze per poi entrarvi in ruolo come ispettore archeologo.
Nel 1995 è stato nominato soprintendente archeologo per le Marche e ad Ancona ha sostenuto la riapertura delle sezioni dell'Età dei metalli e dell'Ancona greco-ellenistica del Museo archeologico nazionale delle Marche, che erano state chiuse a causa della Seconda guerra mondiale. Nella veste di direttore del laboratorio di restauro della stessa soprintendenza, De Marinis si è lungamente applicato per un suo potenziamento strutturale, giunto al culmine con l'acquisto di apparecchiature scientifiche all'avanguardia, tra le quali una camera radiografica.
Tra i suoi progetti più riusciti e di maggior prestigio si ricordano le opere di restauro sui Bronzi di Riace, sul Frontone di Talamone, sul Sarcofago degli Sposi del Louvre e sui Bronzi dorati da Cartoceto di Pergola.